# Bebout

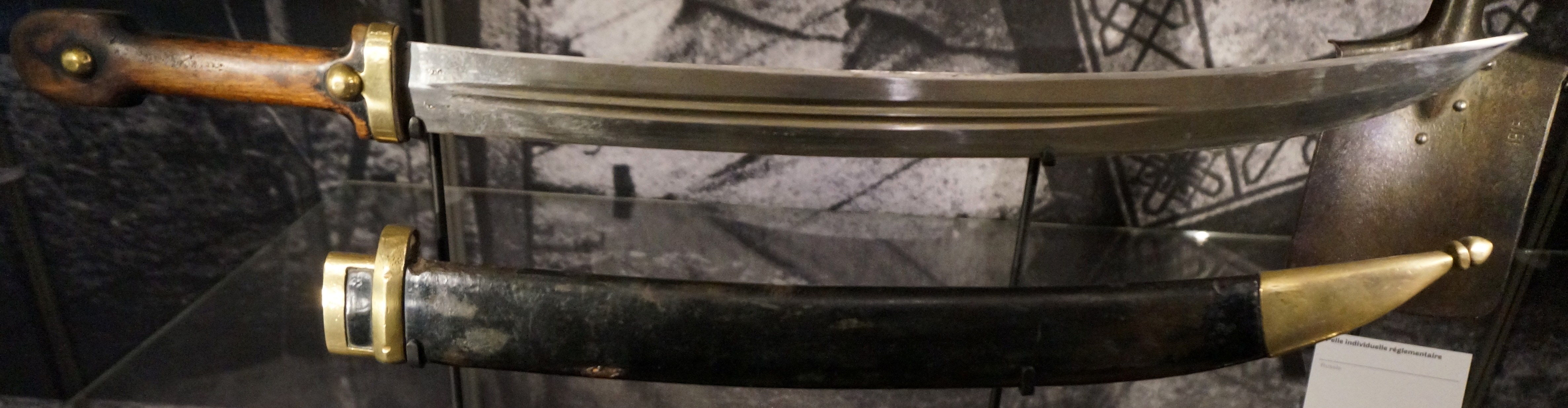
Bebout modèle de 1907 au Fort de la Pompelle.

Le bebout (en russe : Бебут) est une dague originaire du Caucase et répandue en Russie (il a fait partie de l'équipement de l'armée impériale russe).

## Description
Le bebout a une lame d'environ 440 mm courbée à double tranchant. La lame devient légèrement plus étroite de la poignée à la pointe et est légèrement courbée à partir des 2/3 de la lame. La lame a généralement deux gouttières, à droite et à gauche de la crête centrale. La poignée n'a pas de garde et est faite de bois ou de métal. Le fourreau est généralement en bois et recouvert de cuir teint en noir. Long d'environ 600 mm et pensant jusqu'à 750 g le bebout est une version du kinjal.
Il est utilisé par des groupes ethniques en Russie. Dans l'armée impériale russe le bebout servait à partir de 1907 d'alternative à la chachka pour utilisation dans des endroits confinés (sous le nom de « kinjal courbe pour soldat ») et est officiellement employé jusqu'à la révolution de février.